# Очуко Оджобо
Очуко Оджобо (англ. Ochuko Ojobo, Нігерія) — нігерійський футболіст, захисник.

## Клубна кар'єра
З 2002 року по 2005 рік виступав за нігерійський клуб «Долфінс». У 2005 році виступав у Лізі чемпіонів КАФ, за «Долфінс» він забив 2 м'ячі в ворота «Ренасіменту» та «Гартс оф Оук».
Навесні 2006 року підписав трирічний контракт з донецьким «Металургом». У команді взяв собі 40-ий номер. У «Металург» він перейшов разом зі своїм одноклубником по «Долфінсу» Джозеф Еїмофе. Також повідомлялося, що перехід став можливий завдяки їх агенту Тіджані Бабангіда. У Вищій лізі України він зіграв лише в одному матчі, 22 квітня 2006 року проти сімферопольської «Таврії» (3:0), Оджобо вийшов на 78-ій хвилині замість Сергія Закарлюки. У молодіжній першості України він провів 5 матчів. Однією з причин через яку йому не вдалося закріпитися в «Металурзі» була погана фізична підготовка. Незабаром він покинув розташування клубу разом з Джозефом Еймофе. Підписання Оджобо називають одним з трансферних провалів «Металурга».
У 2012 році виступав за нігерійський клуб «Аква Старлетс».

## Кар'єра у збірній
У складі молодіжної збірної Нігерії U-20 провів 5 матчів.